# Гергард Рат
Гергард Фердинанд Отто Рат (нім. Gerhard Ferdinand Otto Raht; 6 червня 1920, Райнфельд — 11 січня 1977, Райнфельд) — німецький льотчик-ас нічної винищувальної авіації, гауптман люфтваффе вермахту і резерву люфтваффе бундесверу. Кавалер Лицарського хреста Залізного хреста з дубовим листям.

## Біографія
Після закінчення авіаційного училища направлений на службу у винищувальну авіацію. Служив у 2-й ескадрі нічних винищувачів, командир 1-ї ескадрильї. З 20 травня по 22 червня 1944 року — командир 2-ї групи 4-ї ескадри нічних винищувачів. З 12 травня 1944 року і до кінця війни командував 1-ю групою 2-ї ескадри нічних винищувачів. У ніч на 8 лютого 1945 року здобув 6, а в ніч на 16 березня 1945 року — ще 5 перемог.
Всього за час бойових дій здійснив 171 бойовий виліт і збив 58 літаків, з них 57 чотиримоторних бомбардувальників.

## Нагороди
- Нагрудний знак пілота
- Залізний хрест
  - 2-го класу (3 квітня 1942)
  - 1-го класу (13 березня 1943)
- Почесний Кубок Люфтваффе (6 вересня 1943)
- Німецький хрест в золоті (28 січня 1944)
- Лицарський хрест Залізного хреста з дубовим листям
  - лицарський хрест (24 червня 1944) — за 35 нічних перемог.
  - дубове листя (№ 833; 28 березня 1945) — за 58 нічних перемог.
- Авіаційна планка нічного винищувача в золоті
- Відзначений у Вермахтберіхт (10 лютого 1945)